# Rocky (videogioco 2002)
Rocky è un videogioco di boxe uscito per PlayStation 2, Xbox, Gamecube e Game Boy Advance il 17 novembre 2002. Possiede una meccanica di gioco simile a Knockout Kings.
Nel 2004 fu pubblicato in seguito intitolato Rocky Legends.

## Modalità di gioco
Le mosse presenti sono molte e le differenze tra i pugili sono evidenti: personaggi come Apollo Creed e Rocky III sono più agili e allo stesso tempo meno potenti e incassatori rispetto a Clubber Lang e Ivan Drago.

### Modalità Film
Ripercorre la trama e gli incontri dei primi cinque film di Rocky. Le sequenze d'intermezzo riassumono brevemente la trama di tutta la saga dello "Stallone Italiano". Tra un incontro e l'altro sarà possibile allenare Rocky per migliorare le sue abilità in sei differenti campi:
- Forza: la potenza e gli effetti dei pugni sferrati da Rocky contro l'avversario.
- Velocità: la velocità con cui si sferrano i pugni, quindi più velocità ha Rocky più colpi veloci sferrerà contro l'avversario.
- Resistenza: la resistenza impedisce a Rocky di affaticarsi troppo sferrando colpi contro l'avversario.
- Determinazione: la determinazione permette a Rocky di rialzarsi se viene messo al tappeto, quindi più determinazione ha Rocky e più volte potrà rialzarsi da più knock-down.
- Salute: la salute aumenta le capacità d'incasso di Rocky e diminuisce la possibilità che compaiano ferite e lividi sul volto e il corpo del pugile.
- Agilità: l'agilità è la velocità dei movimenti di Rocky, quindi più è agile e più colpi potrà schivare e più velocemente si muoverà sul ring.

### Esibizione
Si possono decidere i pugili e l'arena in cui debbano combattere. Si può anche scegliere il livello di abilità della CPU il numero dei round, la loro durata e molti altri settaggi.

### Torneo a Eliminazione
Questa modalità permette di scegliere il proprio pugile preferito e metterlo in un torneo in cui dovrà iniziare dagli ottavi di finale fino alla finale, scegliendo un livello di difficoltà fra i 3 proposti dal gioco. Si sblocca dopo il completamento della "Modalità Film"

### Allenamento
Questa modalità è composta da una serie di minigiochi, il cui obiettivo è allenarsi, aumentando il proprio punteggio. Se si farà un ottimo "score" il giocatore entrerà nell'albo dei record del gioco.

### Galleria d'immagini
In questa sezione è possibile guardare l'introduzione e i filmati sbloccati nella "Modalità Film", oltre ai ringraziamenti finali.

## Colonna sonora
L'unica colonna sonora originale appartenente ai film di Rocky è Gonna Fly Now, le altre presenti nel gioco sono ispirate a quelle originali di Rocky.